# استخوان‌ماهیان
استخوان‌ماهیان (نام علمی: Albulidae) نام یک خانواده از رده پرتوبالگان است.
استخوان‌ماهیان هم‌اینک تنها خانواده در راسته استخوان‌ماهی‌سانان (Albuliformes) هستند.
خانواده‌های مارمولک‌ماهیان Halosauridae و پشت‌خارگان Notacanthidae پیش از این جزئی از استخوان‌ماهی‌سانان به‌شمار می‌آمدند اما اکنون در راسته جداگانه‌ای به نام پشت‌خاره‌سانان Notacanthiformes قرار داده شده‌اند.